# Poppon II de Thuringe

Poppon ou Poppo II (mort en 906) fut duc de Thuringe de 880 à 883.
Il est le fils de Poppo Ier et le frère de Eginon.
Il fut co-duc de Thuringe avec son frère jusqu'en 883, date à laquelle celui-ci le déposa.
Il devint magrave de Nordgau en 903 puis s'éteignit en 906.

## Sources
- Reuter, Timothy. Germany in the Early Middle Ages 800–1056. New York: Longman, 1991.
- Reuter, Timothy (trans.) The Annals of Fulda. (Manchester Medieval series, Ninth-Century Histories, Volume II.) Manchester: Manchester University Press, 1992.